# Fusillade de Kauhajoki

Localisation de la ville de Kauhajoki

La fusillade de Kauhajoki est une tuerie scolaire survenue sur le campus de Kauhajoki de l'Université des Sciences appliquées de Seinäjoki (et non dans un lycée professionnel comme il a souvent été dit dans les médias francophones) en Finlande le 23 septembre 2008.

## Déroulement des faits
Les faits se sont produits peu avant 11 heures (8 heures GMT), le jeune homme a pénétré dans l'établissement, le visage couvert par un masque de ski, habillé en noir, et portant un grand sac. Il a alors commencé à tirer sur tout ce qui bougeait.

## Le tireur
Le tireur est Matti Juhani Saari, âgé de 22 ans et étudiant en deuxième année de Bachelor of Hospitality Management à l'Université des Sciences appliquées de Seinäjoki .
Le jeune homme avait été interrogé la veille par la police après qu'il eut mis une vidéo sur YouTube le montrant en train de s'entraîner au tir avec une arme. L'agent avait décidé de ne pas retirer sa licence provisoire de port d'armes, obtenue en août.

## Bilan humain
La fusillade a fait 11 morts, incluant le tireur mort des suites des blessures qu'il s'est lui-même infligées en tentant de se suicider, huit étudiantes, un étudiant et un professeur.